# Pieve di Gravedona
La pieve di Gravedona fu per secoli una ripartizione della provincia di Como e della diocesi di Como.

## La pieve
Sotto il profilo religioso, è probabile che Gravedona ospitasse una chiesa plebana già durante il V secolo. A questo periodo risale infatti il pavimento dell'originario battistero della chiesa di San Vincenzo. Al 930 risale invece la prima menzione storica del Capitolo di Gravedona, che nel 1295 arrivò a contare dieci sacerdoti (arciprete incluso).
Dal punto di vista civile, la suddivisione amministrativa della pieve fu razionalizzata dall'imperatrice Maria Teresa che riconobbe i seguenti 7 comuni, tutti sede di parrocchia:
- Domaso
- Dosso del Liro
- Gravedona
- Livo
- Peglio
- Traversa
- Vercana.